# 圣皮埃尔德利勒
圣皮埃尔德利勒（法語：Saint-Pierre-de-l'Isle，法語發音：[sɛ̃ pjɛʁ də lil]）是法国滨海夏朗德省的一个市镇，位于该省东北部，属于圣让当热利区。

## 地理
圣皮埃尔德利勒（46°1'48"N, 0°26'40"W）面积6.43 平方千米，位于法国新阿基坦大区滨海夏朗德省，该省份为法国西部滨海省份，北起旺代省，西临大西洋，南至吉倫特省，东南接多爾多涅省，东北接德塞夫勒省接壤，东临夏朗德省。
与圣皮埃尔德利勒接壤的市镇（或旧市镇、城区）包括：昂特藏-拉沙佩勒、布托讷河畔布朗宰、拉雅里欧杜安、圣马夏尔、圣帕尔杜、里沃德布托讷。

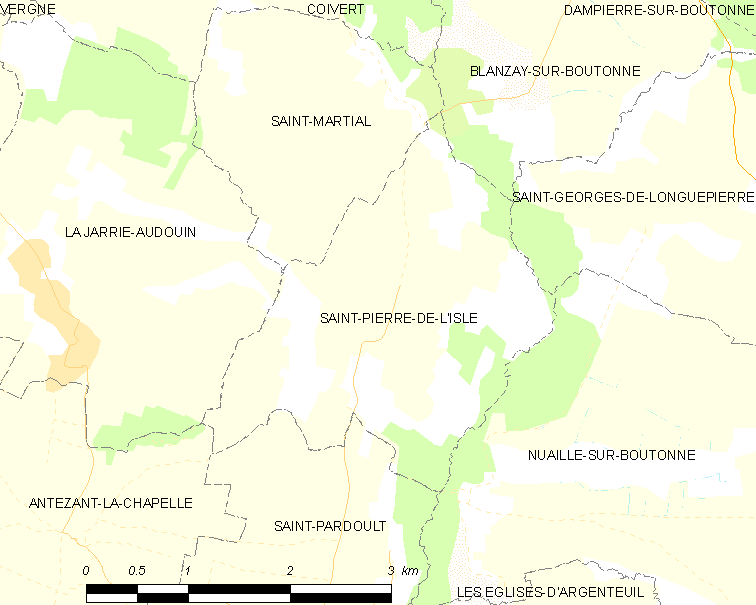
圣皮埃尔德利勒的OSM定位图

圣皮埃尔德利勒的时区为UTC+01:00、UTC+02:00（夏令时）。

## 行政
圣皮埃尔德利勒的邮政编码为17330，INSEE市镇编码为17384。

## 政治
圣皮埃尔德利勒所属的省级选区为马塔县。

## 人口

1962-2008年间圣皮埃尔德利勒人口变化图示

圣皮埃尔德利勒于2022年1月1日时的人口数量为268人。